# Stefano Nardini
Stefano Nardini (Forlì, c. 1420 - Roma, 22 de outubro de 1484) foi um cardeal do século XV.

## Vida pregressa
Stefano Nardini era filho de Nardino Nardini e Giulia dall'Aste. Ele tinha uma irmã, Gesumina, e dois irmãos, Pierpaolo e Cristoforo, ambos capitães do exército e há muito tempo a serviço do papa. Seu sobrenome também está listado como Nardino. Ele foi chamado de Cardeal de Milão.
Obteve o doutorado in utroque iure, tanto em direito canônico quanto em direito civil, na Universidade de Bolonha, em 19 de junho de 1445.
Na juventude, seguiu a carreira militar. Mais tarde, ingressou no estado eclesiástico e foi para Roma. Em 1451, era clérigo da câmara papal. Cânon do capítulo da catedral metropolitana de Ferrara. Tesoureiro geral das Marchas. Governador da Romagna no pontificado do Papa Calisto III. Referendário no pontificado do Papa Pio II. Protonotário Apostólico. Núncio na Alemanha; o papa escreveu-lhe em 25 de julho de 1459, a respeito do avanço dos turcos na Bósnia.

## Episcopado
Eleito arcebispo de Milão em 13 de novembro de 1461, sucedendo seu tio, Carlo; ocupou a sé até sua morte. Consagrado (nenhuma informação encontrada). Núncio em Aragão, onde obteve a derrogação de uma pragmática, o que era perigoso para a liberdade da igreja. Governador da Marcha Anconitana. Esteve em Roma em dezembro de 1462 e em novembro de 1463. Recomendado ao cardinalato pelo embaixador milanês em abril e junho de 1464, e novamente em 1466.
Nardini acompanhou Pio II a Ancona em julho e agosto de 1464. Retornou a Roma para o conclave de 1464. Juntamente com o bispo Teodoro Lelio de Treviso, aconselhou o novo Papa Paulo II em setembro de 1464 a não reduzir o número de cardeais para vinte e quatro como os cardeais que participaram do conclave haviam acordado durante sua celebração. Núncio extraordinário em Nápoles. Legado na França de abril de 1467 a junho de 1468; residia em Paris. Ele estava em Roma em julho de 1471, quando Paulo II morreu. Nomeado pelo Sagrado Colégio dos Cardeais governador de Roma; aceito com relutância. Ele foi muito apreciado pelo novo Papa Sisto IV.

## Cardinalato
Criado cardeal-presbítero no consistório de 7 de maio de 1473; recebeu o chapéu vermelho e o título de S. Adriano, diaconia elevada pro illa vice ao título. Abade comendatário do mosteiro de Saint-Sauveur de Lodève, 31 de agosto de 1473; do mosteiro beneditino de Saint-Sauveur de Blaye, diocese de Bordéus, 21 de novembro de 1473; e do mosteiro beneditino de S. Stefano, Gênova, 24 de dezembro de 1473, ao qual renunciou em 15 de março de 1474. Em 1475, mandou construir em Roma uma grandiosa casa em forma de castelo-forte, atualmente palácio do Governo Vecchio, junto ao palácio de Taverna. Em 10 de junho de 1476, foi a Viterbo acompanhando o papa; e para Foligno, devido à peste.
Cardeal Nardini optou pelo título de S. Maria in Trastevere em 1476. Em 5 de julho de 1479 renunciou à comenda do mosteiro beneditino de San Cuensa, diocese de Barcelona; em 11 de janeiro de 1480 renunciou à comenda do mosteiro Vallombrosiano de S. Bartolomeo, diocese de Novara; e em 30 de janeiro de 1480, renunciou à comenda do mosteiro beneditino de S. Ambrosio, Milão; e de outro mosteiro que cedeu ao seu sobrinho Giovanni. Camerlengo do Sagrado Colégio dos Cardeais, 8 de janeiro de 1481 até 7 de janeiro de 1482. Recebeu em seu palácio romano Roberto Malatesta, comandante das tropas papais, morto em 10 de dezembro de 1483. Fundador do Collegio Nardini, próximo à igreja de S. Tommaso em Parione, em Roma, para vinte e quatro alunos. Em 1483, reconstruiu a sacristia da sua igreja titular. Ele fez doações consideráveis à arquidiocese de Milão, construiu seu palácio arquiepiscopal e uma suntuosa vila fora dos muros da cidade. Participou do conclave de 1484, que elegeu o Papa Inocêncio VIII. Ausente por doença do consistório celebrado após a eleição, foi nomeado legado em Avinhão; ele não conseguiu entrar em sua legação e tomar posse porque morreu logo depois.
Arcebispos Nardini morreu em Roma em 22 de outubro de 1484; na noite seguinte, seu corpo foi levado para a basílica patriarcal do Vaticano e enterrado em sua gruta, próximo ao túmulo da rainha Carlota de Chipre. As exéquias começaram em 8 de novembro de 1483. Ele deixou seu palácio e todos os seus bens para o hospital de S. Giovanni Laterano, em Roma